# Chân chim Quảng Trị
Chân chim Quảng Trị (danh pháp: Schefflera quangtriensis) là một loài thực vật có hoa trong Họ Cuồng cuồng. Loài này được C.B.Shang mô tả khoa học đầu tiên năm 1984.